# Australian Ice Hockey League 2002
Die Saison 2002 war die zweite Spielzeit der Australian Ice Hockey League, der höchsten australischen Eishockeyspielklasse. Meister wurden zum ersten Mal überhaupt in der Vereinsgeschichte die Sydney Bears.

## Modus
In der Regulären Saison absolvierte jede der sechs Mannschaften insgesamt 15 Spiele. Die beiden bestplatzierten Mannschaften qualifizierten sich für das Meisterschaftsfinale. Für einen Sieg nach regulärer Spielzeit erhielt jede Mannschaft zwei Punkte, für ein Unentschieden einen Punkt und für eine Niederlage nach der regulären Spielzeit null Punkte.

## Reguläre Saison

### Tabelle
|    | Klub                  | Sp | S  | U | N  | Tore  | Punkte |
| -- | --------------------- | -- | -- | - | -- | ----- | ------ |
| 1. | Sydney Bears          | 15 | 12 | 1 | 2  | 90:54 | 25     |
| 2. | Adelaide Avalanche    | 16 | 11 | 0 | 5  | 90:50 | 22     |
| 3. | West Sydney Ice Dogs  | 15 | 8  | 1 | 6  | 54:48 | 17     |
| 4. | Newcastle North Stars | 16 | 6  | 0 | 10 | 56:95 | 13     |
| 5. | Canberra Knights      | 16 | 6  | 0 | 10 | 42:63 | 12     |
| 6. | Melbourne Ice         | 14 | 2  | 0 | 12 | 30:54 | 4      |

Sp = Spiele, S = Siege, U = Unentschieden, N = Niederlagen, OTS = Overtime-Siege, OTN = Overtime-Niederlage, SOS = Penalty-Siege, SON = Penalty-Niederlage

## Finale
- Sydney Bears – Adelaide Avalanche 7:4